# Bad Lauterberg
Bad Lauterberg er en by og kommune i det centrale Tyskland med knap 10.700 indbyggere (2013)[kilde mangler], beliggende i den sydvestlige ende af Harzen under Landkreis Göttingen. Denne landkreis ligger i delstaten Niedersachsen.

## Geografi
Bad Lauterberg er beliggende ved de sydlige udløbere af Oberharz og er omgivet af bjergene i Naturpark Harz. Bjerget Stöberhai (i det kommunefri område Harz) når en højde på 720 moh. Området er dækket med blandet skov. Nord for centrum ligger det 536 meter høje Kummelberg og det 430 meter høje Hausberg. Mod vest findes Heibeeksköpfe (465,2 moh.) og øst for byen Scholben (575,1 moh.).
Bad Lauterberg ligger omkring 40 km fra Göttingen og knap 72 km (luftlinje) fra Braunschweig. Den er desuden beliggende 296 moh. ved floden Oder, som i byområdet munder ud i Lutter. Nordøst for byen ligger den opstemmede sø Odertalsperre, mod syd Wiesenbeker Teich, et andet reservoir i Oberharzer Wasserregal(de) .

### Nabokommuner
Bad Lauterberg grænser mod vest op til Herzberg am Harz, mod nord til Sankt Andreasberg, mod nordøst til Braunlage og mod sydøst til Bad Sachsa.

### Inddeling
Ved områdereformen 1. juli 1972 blev Bad Lauterberg lagt sammen med de tidligere selvstændige kommuner :
- Bad Lauterberg (ud over selve byen, kommunedelene Aue og Odertal)
- Barbis (med kommunedelene Oderfeld, Altbarbis og Königshagen)
- Bartolfelde
- Osterhagen